# Luca Salsi
Luca Salsi (San Secondo Parmense, 1975) és un baríton italià, especialment distingit en el repertori de Verdi. L'any 2000 va ser guardonat amb el primer premi del Concurs Internacional de Música Viotti.
Salsi es va formar al Conservatori de Música Arrigo Boito i a l'Accademia Rossiniana. En aquesta última va coincidir amb Alberto Zedda. La scala di seta de Rossini va ser l'obra que interpretà en el seu debut, l'any 1996 a Bolonya.
El baríton ha cantat en els principals escenaris del món: La Scala de Milà, l'Òpera Estatal de Baviera, el Teatro Real de Madrid, el Liceu de Barcelona, l'Òpera de Roma, La Fenice de Venècia, el Teatro Colón de Buenos Aires o el Teatre Municipal de São Paulo.
Entre els personatges de Verdi que ha interpretat, es troben Nabucco, Macbeth, Rigoletto o Ford, de Falstaff. Altres papers que ha tingut són Fígaro, Marcello (La Bohème) o Sharpless (Madama Butterfly).